# Corippo
Corippo foi uma comuna da Suíça, no Cantão Tessino, com 16 habitantes. Estendia-se por uma área de 7,7 km², de densidade populacional de 2 hab/km². Confinava com as seguintes comunas: Gordevio, Lavertezzo, Mergoscia, Vogorno.
A língua oficial nesta comuna era o Italiano.
Com um população de apenas 17 habitantes em Dezembro de 2004, ela era uma pequena comuna da Suíça. A comuna tinha seu próprio site (www.corippo.ch), seu próprio brasão, uma igreja, um restaurante, e tem um prefeito que lidera um conselho municipal que consiste de três cidadãos. A comuna vinha mantendo o seu status como uma entidade independente desde a sua constituição em 1822.

## História
Corippo é pela primeira vez mencionado em 1224 como Culipo. Em 1374, ele foi mencionado como Quorippo.
Em 17 de outubro de 2020, passou a formar parte da nova comuna de Verzasca.

## Brasão
No brasão da comuna está escrito "Argent a chamois sable stantant on a coupeaux vert".

## Economia
A partir de 2007, Corippo tinha uma taxa de desemprego de 0%. Em 2017 apenas uma trabalha, todas as outras são aposentadas.

## Religião
Em 2000, eles contaram que 93.75% era Católica, nenhum era Igreja Reformada da Suíça e uma pessoa pertencia a outra igreja.